# Tatoveringsmaskine
|  | Maskinoversættelse og/eller tvivlsomt indhold Denne sides indhold bærer præg af at være en maskinoversættelse og/eller meget dårligt og uklart formuleret. Det vurderes at sproget er så dårligt og eventuelt forkert eller til at misforstå, at det bør omskrives eller oversættes på ny. Du kan hjælpe med at oversætte til korrekt dansk i denne og lignende artikler. Hvis dette ikke sker inden for kort tid, kan en sletning komme på tale. Se evt. denne sides diskussionsside eller i artikelhistorikken. |

En tatoveringsmaskine er en elektrisk betjent teknisk maskine til fremstilling af en tatovering. Den overfører tatoveringsfarve til hud og er et standardredskab til moderne tatoveringer.

## Historie
Forløberen for tatoveringsmaskinen var den elektriske pen, der blev opfundet af Thomas Alva Edison og patenteret under titlen Stencil-Pens i Newark, New Jersey, USA i 1876. [3] Den var oprindeligt beregnet til at blive brugt som en kopieringsanordning, men i 1891 opdagede Samuel O'Reilly, at Edisons maskine kunne modificeres og bruges til at indføre blæk i huden og senere han patenterede et rør- og nålesystem for at tilvejebringe et blækreservoir.
Mens O'Reillys maskine var baseret på den roterende tatoveringsteknologi i Edisons enhed, bruger moderne tatoveringsmaskiner elektromagneter. Den første maskine der var baseret på denne teknologi, var en enkeltspolemaskine patenteret af Thomas Riley fra London, blot tyve dage efter at O'Reilly indgav patentet på sin roterende maskine. Til sin maskine placerede Riley en modificeret dørklokkeenhed i en messingboks. Den moderne tospolede konfiguration blev patenteret af Alfred Charles South, også fra London. Fordi det var så tungt, blev en fjeder ofte fastgjort til toppen af maskinen og i loftet for at tage det meste af vægten fra operatørens hånd.
De fleste moderne tatoveringsmaskiner kan styre nåledybde, hastighed og påføringskraft, hvilket har gjort det muligt for tatovering at blive en meget præcis kunstform. Sådanne fremskridt inden for præcision har også frembragt en stil med ansigtstatovering, der har opnået almindelig popularitet i Amerika. Den kaldes dermapigmentering eller "permanent kosmetik", hvilket muliggør processer såsom tilføjelse og fjernelse af fregner, skønhedspletter og ar.